# Reyesia
Reyesia ist eine Pflanzengattung aus der Familie der Nachtschattengewächse (Solanaceae). Sie ist zu Ehren des chilenischen Juristen, Politikers, Publizisten und Botanikers Antonio Garcia Reyes (1817–1855) benannt. Die vier Arten kommen vom nördlichen Chile bis nach Argentinien vor.

## Beschreibung

### Vegetative Merkmale
Reyesia sind aufrecht wachsende, selten 12, meist 30 bis 80 Zentimeter hoch werdende, stark verzweigte oder mit einem Hauptstamm wachsende, klebrige Pflanzen. Sie sind ausdauernd (oder möglicherweise auch zweijährig) oder einjährig. Die Internodien können kurz oder lang sein, zart oder auch robust und fest.
Eine Art ist nahezu laubblattlos, ihre endständigen Zweige sind stachelförmig. Die unteren Blätter anderer Arten haben große elliptische Blattspreiten mit einer Länge von 20 bis 40 (bis 70) mm, die fiedrig aufgespalten oder gebuchtet sind und an den auffälligen 12 bis 40 mm langen Blattstielen herablaufen. Es kann auch eine basale Rosette gebildet werden, bei der die breiten Blätter an langen Blattstielen stehen. An höheren Knoten sind die Blattstiele dann kürzer oder können auch fehlen, die Blattspreiten sind kleiner und schuppenförmig oder unscheinbar, die obersten sind zu fadenförmigen, linealische Schuppen von (1 bis) 3 bis 20 mm Länge und 1 mm Breite umgebildet.

### Blüten und Blütenstände
Die Blüten stehen einzeln und endständig. Sie sind klein, der Blütenstiel hat eine Länge von (3 bis) 10 bis 20 mm. Der Kelch ist radiärsymmetrisch, 2 bis 4 mm lang und wie auch der Blütenstiel stark drüsig. Er ist mit fünf kurzen, gleichförmigen, zugespitzten Zähnen besetzt. Die Krone ist zygomorph, 6 bis 13 (bis 15) mm lang, röhren- oder trichterförmig, violett, blau oder gelb gefärbt und kann mit violetten Streifen versehen sein. Der Kronsaum besteht aus fünf Kronlappen, wovon der obere leicht größer ist. Die Lappen sind kürzer als die Kronröhre, die Fortpflanzungsorgane sind von der Krone umschlossen und etwas in Richtung des oberen Kronlappen gebogen.
Die vier Staubblätter kommen in zwei Formen vor. Das hinten liegende Staubblattpaar hat größere Staubbeutel mit 0,8 bis 1 mm Länge. Das vordere Staubblattpaar kann fertil (beispielsweise bei Reyesia chilensis) oder steril (beispielsweise bei Reyesia parviflora) sein. Die Staubfäden sind unbehaart oder behaart, die beiden Theken der Staubbeutel sind meist ungleich, die Staubfäden setzen an der Basis der Staubbeutel an. Die Pollenkörner werden einzeln oder in Tetraden ausgeschüttet. Die Nektarien sind kissenförmig und zweilappig. Der Griffel ist fadenförmig und kann hohl sein. Er ist nahezu so lang wie die längsten Staubblätter, sein Ende ist löffelförmig geformt.

### Früchte und Samen
Die Früchte sind 2,9 bis 4,4 mm lange Kapseln, die (selten nur zwei oder drei) zwölf bis 14 (selten auch 20 bis 25) Samen enthalten. Die Kapseln stehen versteckt am Boden des beständigen Kelches. Das Episperm der Samen ist netzartig oder körnig, das Embryo ist gewunden.

## Vorkommen und Standorte
Die Arten der Gattung Reyesia kommen in den Anden des nördlichen Chile vor. Nur das Verbreitungsgebiet von Reyesia parviflora reicht auch bis in den argentinischen Teil der Anden.
Die Pflanzen wachsen meist als Xerophyten in Höhenlagen zwischen 2900 und 3500 m, nur Reyesia chilensis wächst zwischen 200 und 800 m.

## Systematik
Innerhalb der Gattung werden vier Arten unterschieden.
- Reyesia cactorum (I.M.Johnst.) D’Arcy: Nördliches Chile.[3]
- Reyesia chilensis Gay (Syn.: Reyesia laxa (Miers) D’Arcy): Nördliches Chile.[3]
- Reyesia juniperoides (Werderm.) D’Arcy: Nördliches Chile.[3]
- Reyesia parviflora (Phil.) Hunz.: Nördliches und zentrales Chile bis nordwestliches Argentinien.[3]

## Nachweise